# Прощално писмо
„Прощално писмо“ (на турски: Veda Mektubu) е турски драматичен телевизионен сериал, продуциран от Most Production, чийто първи епизод е излъчен на 27 февруари 2023 г., режисиран от Дениз Челеби Дикилиташ и по сценарий на Дениз Акчай. Участват Нургюл Йешилчай, Селим Байрактар, Рабиа Сойтюрк, Емре Къвълджъм и Бену Йълдъръмлар. Сериалът приключва със своя 24-ти епизод, който е излъчен на 21 август 2023 г.

## Актьорски състав
- Нургюл Йешилчай – Аланур Йълдъз
- Селим Байрактар – Зия Карлъ
- Рабиа Сойтюрк – Аслъ Йълдъз
- Емре Къвълджъм – Мехмет Карлъ
- Бенну Йълдъръмлар – Сехер Карлъ
- Хазар Мотан – Бесте
- Хакан Карсак – Невзат
- Юммю Путгюл – Фериде
- Ханде Еламан – Хатидже
- Ахмет Кайнак – Мелих Гюнгьор
- Елиф Чакман – Зюхре
- Керем Алп Кабул – Селчук
- Ася Касап – Дерин
- Елиф Услусой – Мине
- Дениз Алтан – Фатош
- Елена Виунова – Кети
- Оузхан Шенер – Хакан

## Излъчване
| Сезон | Сезон | Епизоди | Начало на сезона    | Край на сезона    | Епизоди | ТВ сезон | ТВ канал |
| ----- | ----- | ------- | ------------------- | ----------------- | ------- | -------- | -------- |
|       | 1     | 24      | 27 февруари 2023 г. | 21 август 2023 г. | 1 – 24  | 2023     | Kanal D  |